# Танабе Чикара
Чикара Танабе (яп. 田南部 力; нар. 20 квітня 1975, містечко Іванай, повіт Іванай, округ Сірібесі, префектура Хоккайдо) — японський борець вільного стилю, срібний призер Азійських ігор, бронзовий призер Олімпійських ігор.

## Біографія
Боротьбою почав займатися з 1980 року. Виступав за «The Metropolitan Police Department Wrestling Club» з Токіо. Тренувався під керівництвом Масакацу Хідзікати.

## Виступи на Олімпіадах
| Змагання                    | Збірна | Вагова категорія | Місце  |
| --------------------------- | ------ | ---------------- | ------ |
| Літні Олімпійські ігри 2000 | Японія | 54 кг            | 10     |
| Літні Олімпійські ігри 2004 | Японія | 55 кг            | Бронза |

## Виступи на Чемпіонатах світу
| Змагання                        | Збірна | Вагова категорія | Місце |
| ------------------------------- | ------ | ---------------- | ----- |
| Чемпіонат світу з боротьби 1998 | Японія | 54 кг            | 11    |
| Чемпіонат світу з боротьби 1999 | Японія | 54 кг            | 12    |
| Чемпіонат світу з боротьби 2002 | Японія | 55 кг            | 6     |
| Чемпіонат світу з боротьби 2003 | Японія | 55кг             | 7     |

## Виступи на Чемпіонатах Азії
| Змагання                       | Збірна | Вагова категорія | Місце |
| ------------------------------ | ------ | ---------------- | ----- |
| Чемпіонат Азії з боротьби 1997 | Японія | 54 кг            | 6     |
| Чемпіонат Азії з боротьби 1999 | Японія | 54 кг            | 9     |

## Виступи на Азійських іграх
| Змагання           | Збірна | Вагова категорія | Місце  |
| ------------------ | ------ | ---------------- | ------ |
| Азійські ігри 1998 | Японія | 54 кг            | 7      |
| Азійські ігри 2002 | Японія | 55 кг            | Срібло |

## Виступи на інших змаганнях
| Змагання                                 | Збірна | Вагова категорія | Місце  |
| ---------------------------------------- | ------ | ---------------- | ------ |
| Східно-Азійські ігри 1997                | Японія | 54 кг            | Срібло |
| Олімпійський кваліфікаційний турнір 2000 | Японія | 54 кг            | 8      |
| Олімпійський кваліфікаційний турнір 2000 | Японія | 54 кг            | 4      |
| Олімпійський кваліфікаційний турнір 2000 | Японія | 54 кг            | Золото |
| Східно-Азійські ігри 2001                | Японія | 54 кг            | Бронза |
| Міжнародний меморіал Дейва Шульца 2003   | Японія | 55 кг            | Срібло |
| Гран-прі Німеччини з боротьби 2004       | Японія | 55 кг            | Золото |